# Jubileumi bányászemlékmű (Dorog)

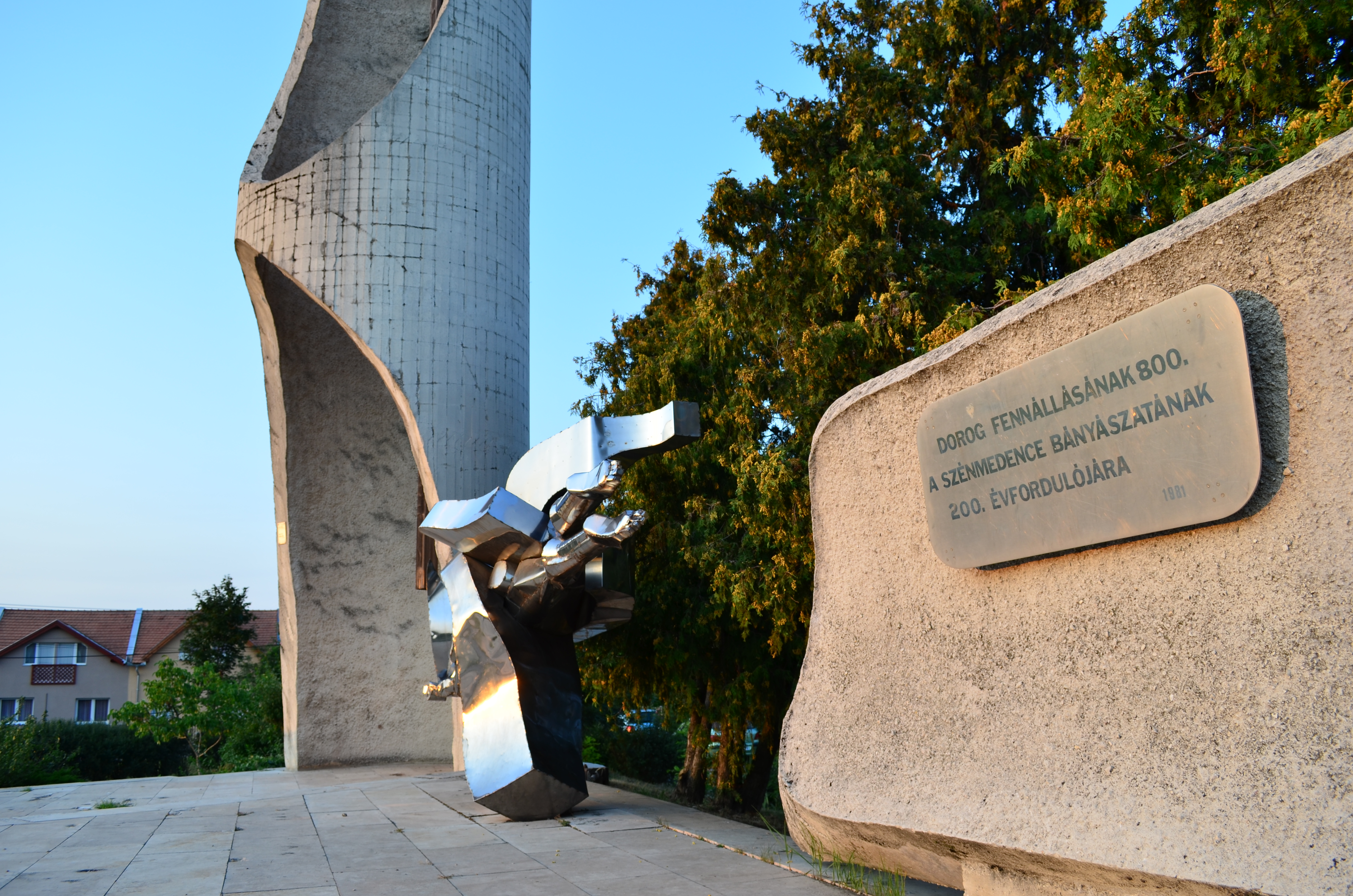
Az emlékmű

A jubileumi bányászemlékmű egy emlékmű Dorogon, a Jubileum téren.

## Története
Az emlékmű 1981-ben, Dorog fennállásának nyolcszáz-, egyben a helyi szénbányászat működésének kétszáz éves évfordulójára készült. Árvai Ferenc szobrászművész, Bakos Géza és Puchner Ferenc építészek munkája. 
A 60-as években felrobbantott Szénoltár helyén, egy mesterséges dombon áll. Három különböző része van, ezek: egy függőaknát szimbolizáló betonszobor, egy krómacélból készült Prométheusz és egy másik betonszobor, melyen egy emléktábla van.

## Fekvése
Az emlékmű a Jubileum téren áll, mely a város bányászhagyományainak őrzésének kiemelt helye.

## Képek

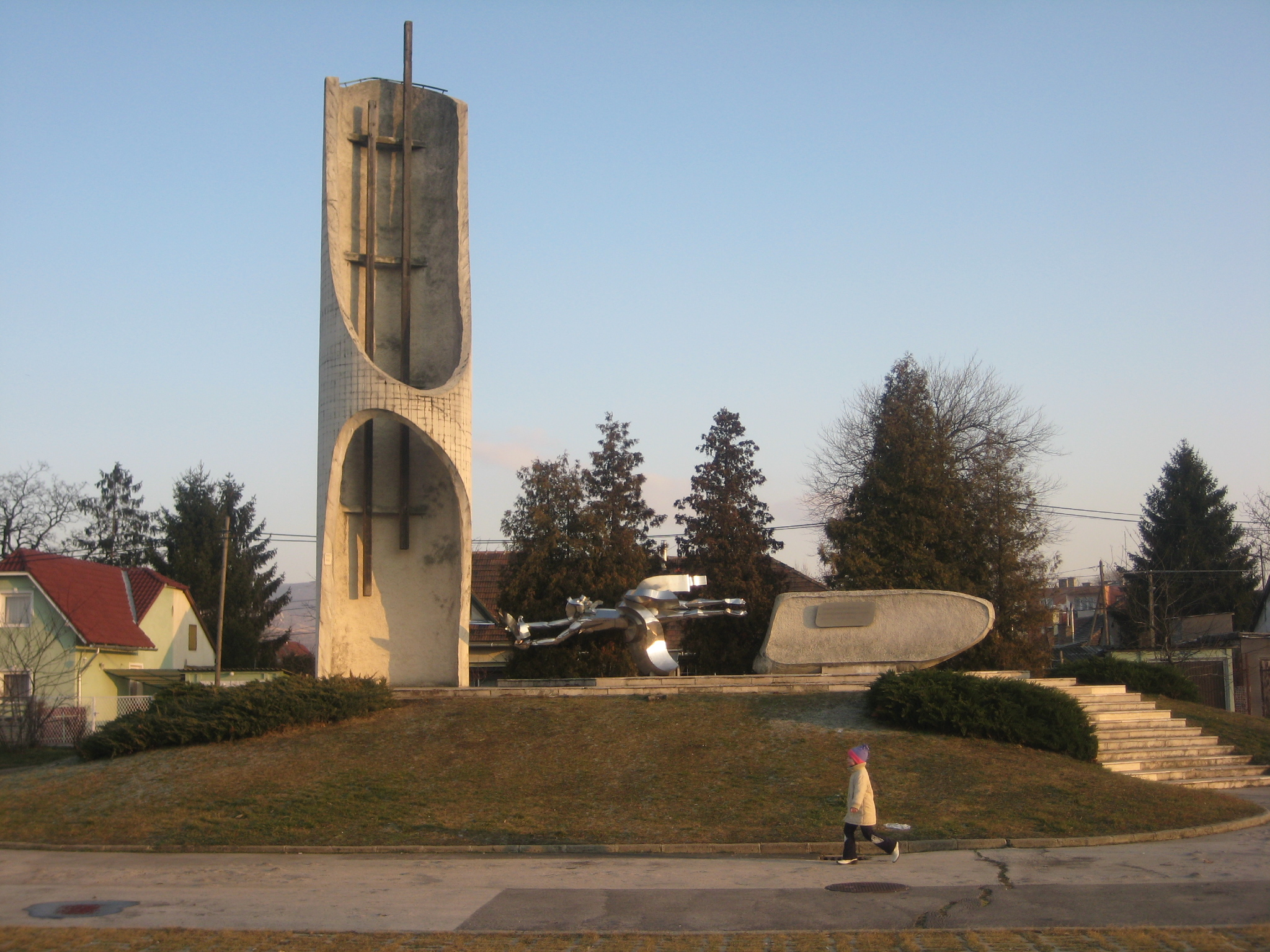
Az emlékmű, és a domb, amin áll
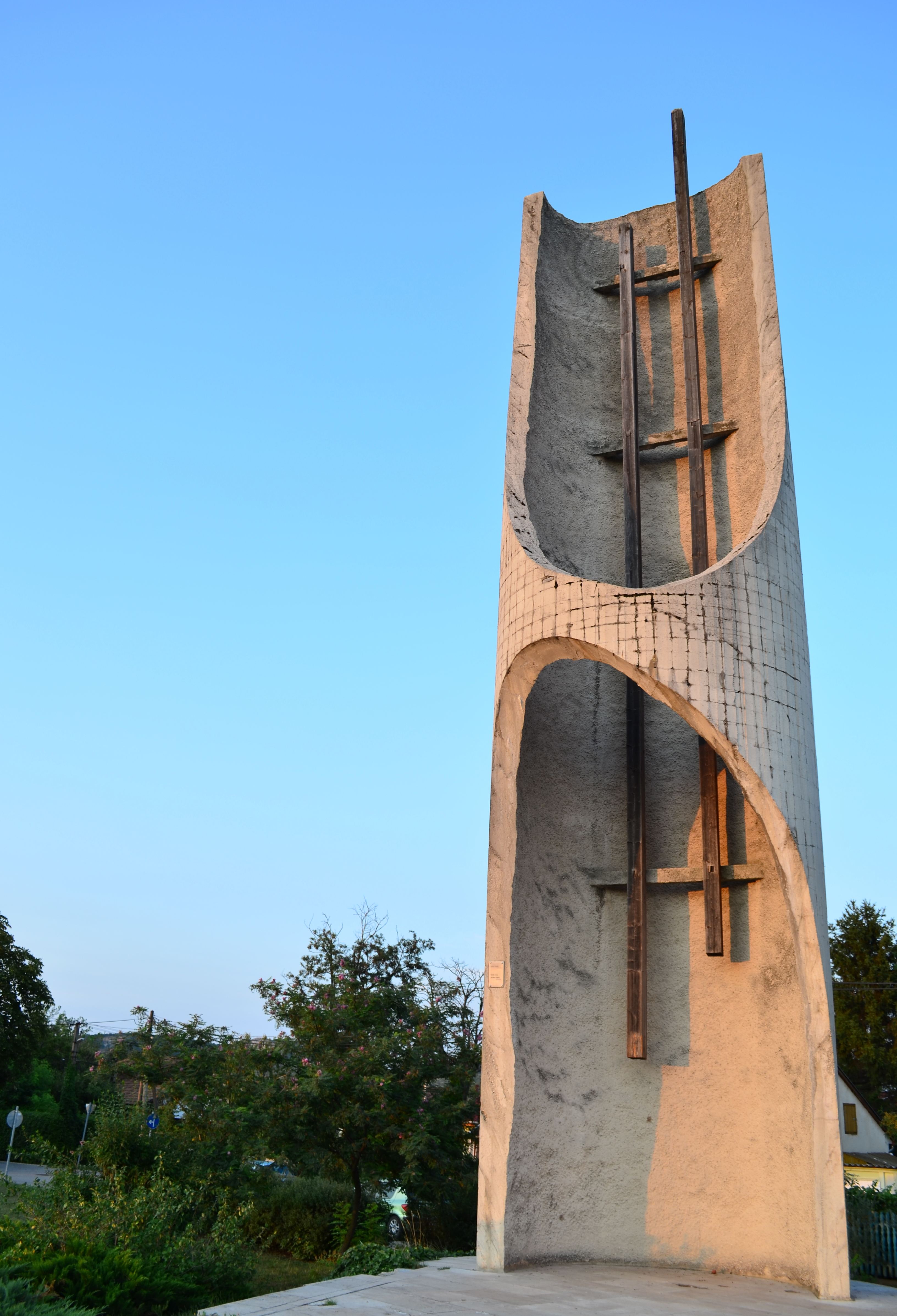
A függőaknát szimbolizáló betonszobor
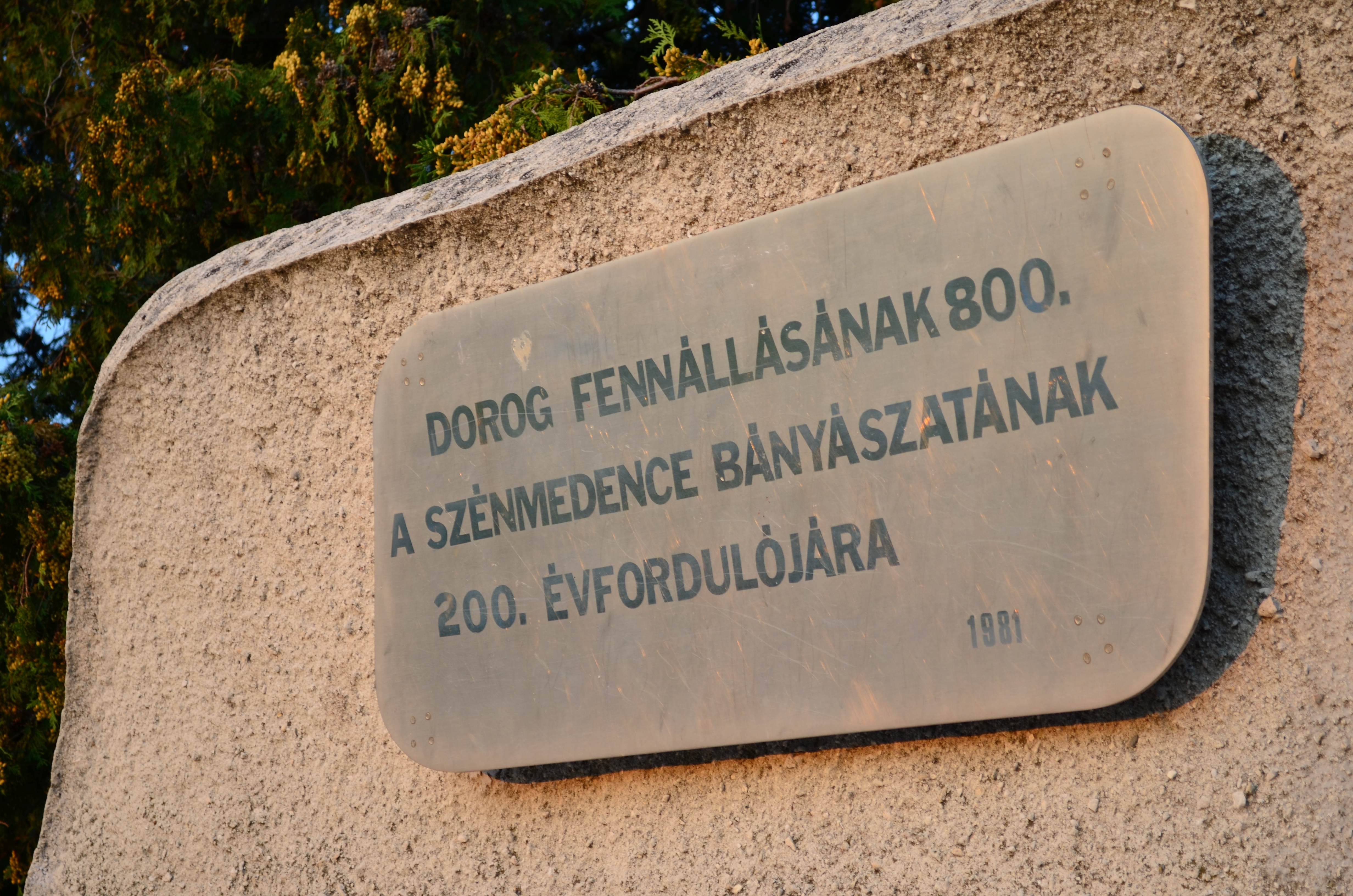
Az emléktábla
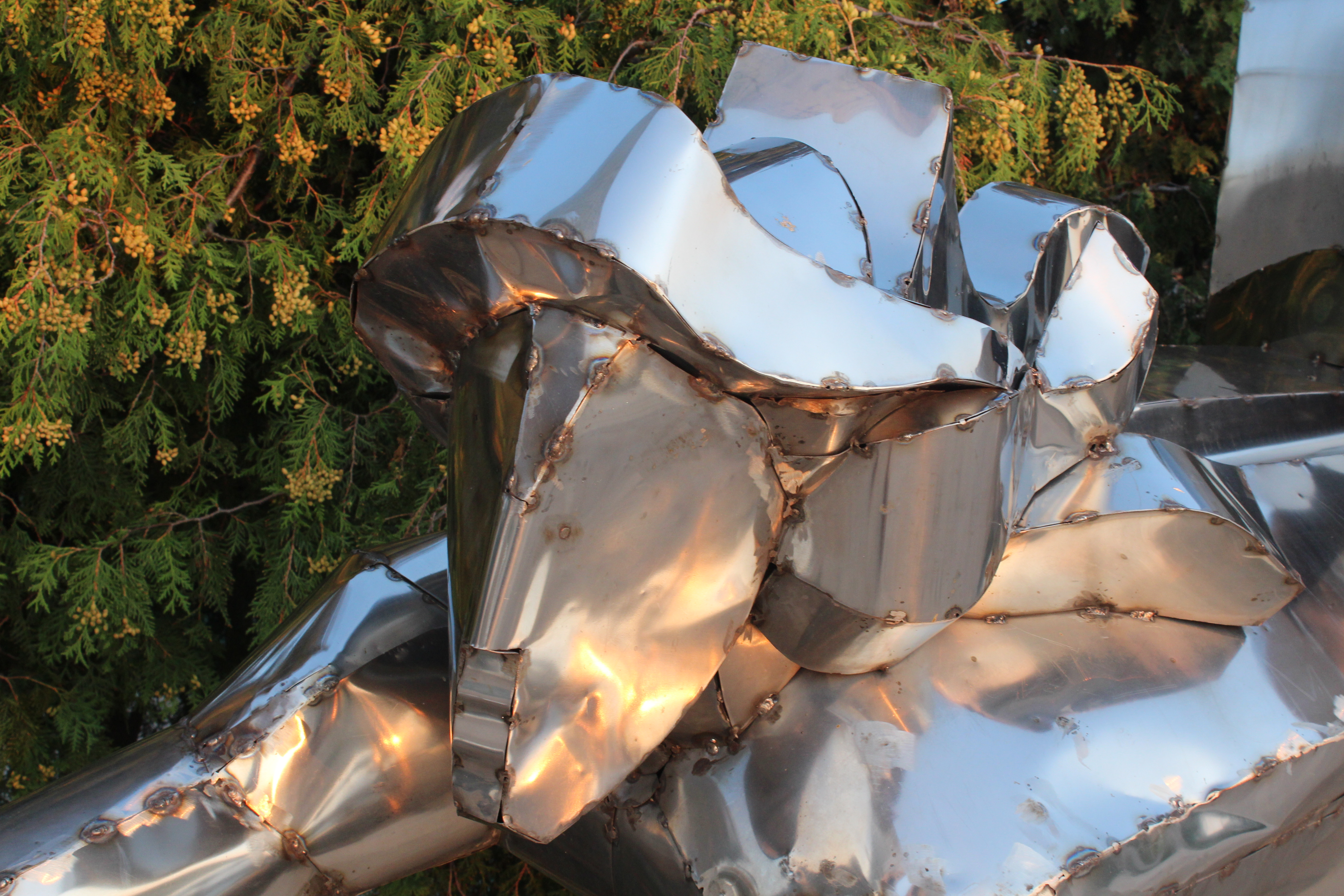
A krómacél Prométheusz feje
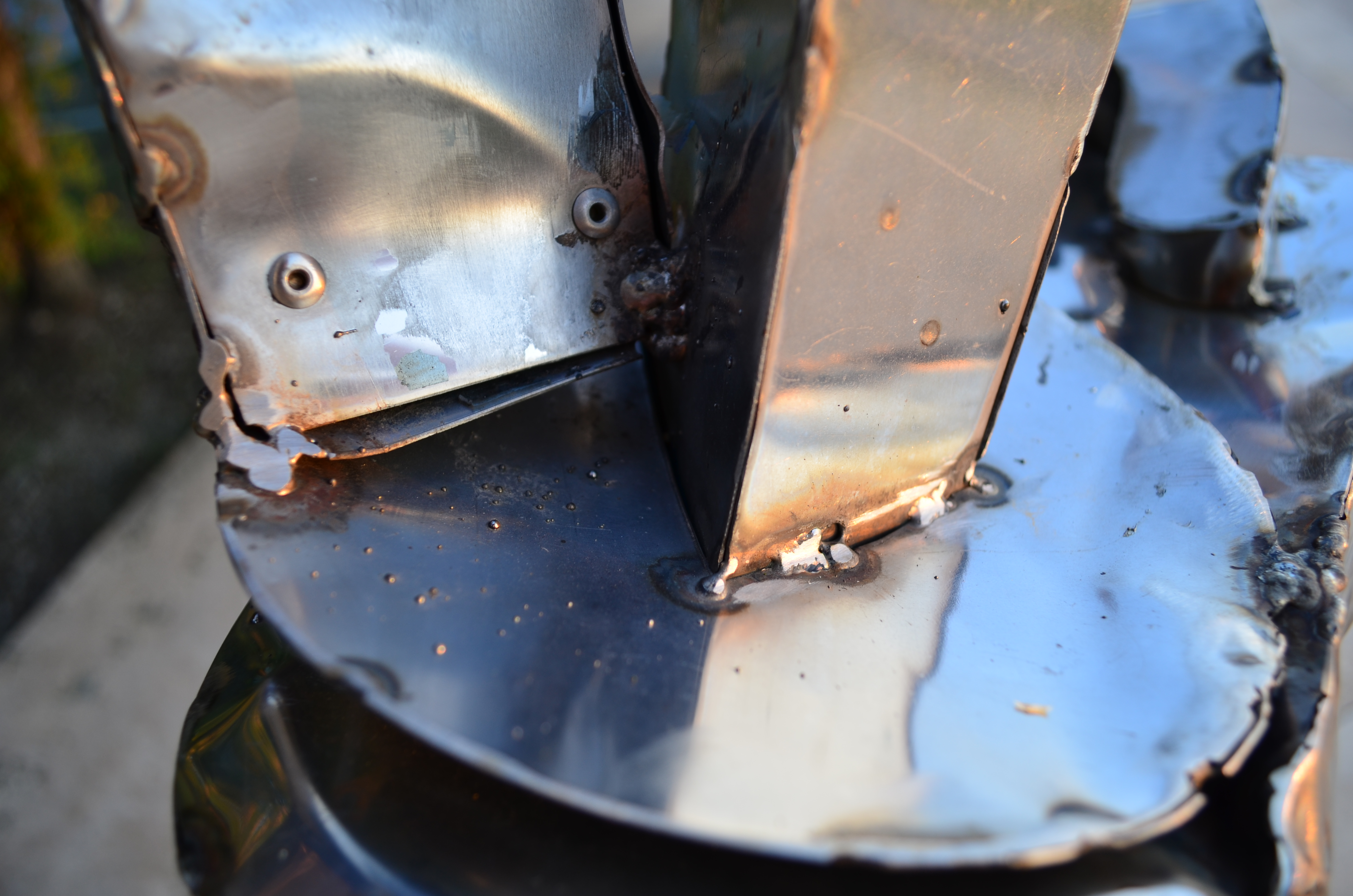
A krómacélszobor egy részlete